# Dương Thái Nguyên
Dương Thái Nguyên là Thiếu tướng Công an nhân dân Việt Nam. Ông từng giữ chức vụ Giám đốc Công an tỉnh An Giang.

## Tiểu sử
Từ tháng 4 năm 2006 đến tháng 3 năm 2009, Dương Thái Nguyên là Đại tá Công an nhân dân Việt Nam, Giám đốc Công an tỉnh An Giang.
Năm 2009, Dương Thái Nguyên được phong quân hàm Thiếu tướng Công an nhân dân Việt Nam.
Trong hai ngày 4 và 5 tháng 8 năm 2010, tại Đại hội Đảng bộ Công an tỉnh An Giang lần thứ X, nhiệm kỳ 2010-2015, Thiếu tướng Dương Thái Nguyên, Bí thư Đảng ủy, Giám đốc Công an tỉnh An Giang được bầu giữ chức Bí thư Đảng bộ Công an tỉnh An Giang nhiệm kỳ 2010-2015.
Ngày 11 tháng 7 năm 2013, tại cuộc lấy phiếu tín nhiệm các chức danh do Hội đồng nhân dân tỉnh An Giang bầu, Dương Thái Nguyên nhận tín nhiệm thấp nhất với 12/65 phiếu hợp lệ.
Tháng 8 năm 2014, Dương Thái Nguyên, nguyên Giám đốc Công an tỉnh An Giang, được Thủ tướng Chính phủ Việt Nam Nguyễn Tấn Dũng phê chuẩn miễn nhiệm chức vụ Ủy viên UBND tỉnh An Giang nhiệm kỳ 2011 - 2016 để chờ nghỉ hưu theo chế độ hưu trí của nhà nước Việt Nam.